# جيان أوبيرت
جيان أوبيرت (بالفرنسية: Jean Aubert)‏ (1 يناير 1923 - 20 يوليو 2010) هو لاعب كرة قدم فرنسي سابق كان يلعب كحارس مرمى.